# Ландман, Михаил Хаимович
Михаи́л Ха́имович Ла́ндман (7 ноября 1931, Подволочиск, Тарнопольское воеводство, Польская Республика — 17 октября 1997, Хайфа, Израиль) — русский поэт, переводчик с румынского, чешского и польского языков.

## Биография
Родился в бедной еврейской семье; отец Хаим Абрамович Ландман (1899—1966) был торговцем фруктами, мать Полина Самойловна (1903—2003) была портнихой, впоследствии модельершей. Разговорным языком в семье был идиш, в детстве Михаил Ландман обучался также древнееврейскому языку и посещал польскую школу, с 1940 года учился в русской школе. В годы Великой Отечественной войны — в эвакуации на Урале. Большинство родственников погибли в гетто.
После войны жил в Вильнюсе, посещал литературное объединение при Дворце Профсоюзов. С 1955 год жил в Москве. Был хорошо знаком с самиздатскими поэтами «группы Черткова», в частности, с Андреем Сергеевым и Галиной Андреевой, дружил и общался со многими неофициальными поэтами того времени. Посещал семинар поэтического перевода Льва Озерова в Литературном институте им. А. М. Горького, но в институт не был принят. Также участвовал в работе переводческого семинара, который вели в начале шестидесятых годов В. К. Звягинцева, М. С. Петровых и Д. С. Самойлов.
Переводил зарубежную прозу и поэзию, в том числе для детей. Перевёл на русский язык с польского стихотворения Юлиана Тувима, детские сказки «Академия пана Кляксы» Яна Бжехвы и «Пан Ниточка» Корнеля Макушинского, афоризмы Станислава Ежи Леца и произведения других авторов. С чешского перевел стихи Франтишека Грубина, Витезслава Незвала и др. Переводил также с идиша, литовского, молдавского, румынского и французского языков.
Выполнил переводы для грампластинки «Пан спросил у пана» (стихи чешских поэтов для детей в исполнении Всеволода Абдулова, фирма грамзаписи «Мелодия», 1978). Переводил тексты песен народов СССР на русский язык для издательства «Московский композитор». Работал сценаристом на студии «Диафильм» Госкино СССР в 1970—1990 годах. Автор сценариев многих диафильмов для детей и нескольких видовых диафильмов для взрослых.
Совместно с Михаилом Ярмушем (1932—2008) написал стихотворение «Экспресс времён» (1951, впервые опубликовано в изданном в 1961 году самиздатовском сборнике «Пять девчат о любви поют…»), которое, по одной из версий, впоследствии превратилось в песню «Сиреневый туман» . Первоначально песня исполнялась на мотив танго.
Оставил воспоминания о Марии Петровых, с которой близко общался , об Анне Ахматовой, о Сергее Чудакове.
В 1991 году вместе с семьей репатриировался в Израиль. Жил в Хайфе, с 1993 года работал в библиотеке Хайфского университета.
Имя Михаила Ландмана — переводчика было хорошо известно, но о том, что он писал стихи, знал только узкий круг друзей. Впервые его стихи были опубликованы в самиздатовском «Альманахе для своих», выпущенном в количестве 49 экземпляров в 2001 году в Вильнюсе группой его друзей и коллег во главе с социологом Сергеем Самуиловичем Рапопортом (1934–2017). Стихи Ландмана опубликовала в интернете израильская журналистка Шуламит Шалит в своих заметках, посвященных ему. Очерк о Ландмане «Билет до станции "Забудь"» и его стихи были напечатаны в 2005 году в книге Шуламит Шалит «На круги свои... Литературные страницы на еврейскую тему». Стихотворения Ландмана опубликованы в сборнике «Здесь всё – Литва. Поэтический облик нашего края» (Вильнюс: «Логос», 2018) и во 2-м томе «Антологии русской поэзии Литвы» (Вильнюс, 2019); включены в электронную версию антологии «Русские стихи 1950—2000 годов» .
В 2024 году в издательстве «Волшебный фонарь» в Москве и в Иерусалиме вышла книга Михаила Ландмана «Экспресс времён». В нее вошли стихи разных лет, мемуары о Марии Петровых, воспоминания друзей о Михаиле Ландмане, а также многочисленные фотографии из семейного архива. Большинство материалов книги публикуется впервые, в том числе – фотографии Марии Петровых и Анны Ахматовой, снятые Ландманом в 1962 году в Москве, дома у Петровых.

## Список переводов
Произведения, опубликованные в переводах Михаила Ландмана
С идиша:
- Иосиф Керлер. Стихи (1963)[25];
- Гирш Ошерович. Стихи (1963)[26].

С литовского:
- Алдона Лёбите (Aldona Liobytė). «Медвежья избушка», пьеса-сказка (1959)[27].

С молдавского:
- Николае Русу. «Гологоц», повесть (1986)[28].

С польского:
- Юлиан Тувим, афоризмы (1964)[29], стихи (1965)[30];
- Ян Бжехва. «Академия пана Кляксы», сказка (1966[31], переиздания: 1991[32], 1992[33],1993[34], 1994[35], 1997[36], 2016[37], 2017[38], 2019[39]);
- Станислав Ежи Лец, афоризмы (1967)[40];
- Ядвига Рутковска (Jadwiga Rutkowska), юморески (1967)[41];
- Ванда Пшибыльска (Wanda Przybylska). Из дневника (1967)[42];
- Людвиг Ежи Керн, стихи для детей (1972[43], 1994[44]);
- Корнель Макушинский. «Пан Ниточка», сказка (1971[45], переиздание: 1973[46]);
- Ян Парандовский. «Маленький Коперник», рассказ для детей (1973)[47];
- Ярослав Ивашкевич, статьи и эссе (1973[48], 1980[49], 1987[50]);
- Ганна Ожоговская (Hanna Ożogowska) «Чудо-юдо, Агнешка и апельсин», повесть для детей (1974)[51];
- Элиза Ожешко. «В провинции», роман (1977[52], переиздания: 1978[53], 1991[54], 1993[55]).

С румынского
- Соня Лариан (Sonia Larian). «Цветной материк», повесть-сказка (1969)[56];
- Раду Чобану (Radu Ciobanu). «Сумерки», роман (1983)[57];
- Тудор Аргези, рассказы (1984)[58];
- Фэнуш Нягу (Fănuș Neagu), рассказы (1985)[59];
- Захария Станку, повести (1985)[60];
- Павел Дан (Pavel Dan), рассказы (1986)[61];
- Теодор Мазилу (Teodor Mazilu). «Эта смешная неземная любовь», рассказ (1987)[62];
- Ливиу Ребряну. «Лес повешенных», роман; «На весах справедливости», новелла (1987)[63].
- Ион Славич. «Лесовичка», повесть; новеллы (1988)[64];
- Георге Брэеску (Gheorghe Brăescu), юмористические рассказы (1989)[65];
- Гортензия Пападат-Бенджеску. «Тайный путь», роман (1990)[66].

С французского
- Клод Авелин. «Дерево Тик-Так» (1970)[67], «История про льва, который любил только клубнику» (1972)[68].

С чешского
- Иржи Шотола (Jiří Šotola), стихи (1961[69],1963[70]);
- Франтишек Грубин, стихи для детей (1965[71], 1970[72], 1974[73], 1975[74], 1976[75], 1980[76], 1992[77], 1993[78],1998[79], 1999[80]);
- Витезслав Незвал, стихи (1959[81], 1960[82], 1964[83], 1968[84], 1972[85], 1988[86]).

___________________________________________
Неопубликованные переводы Михаила Ландмана:
С польского
- Ганна Янушевская. «Завещание сказочника», пьеса-сказка в 4 действиях[87].